# Camel (cigarro)
Camel é uma marca de cigarros criada em 1913 pela empresa norte-americana R. J. Reynolds Tobacco Company.

## História

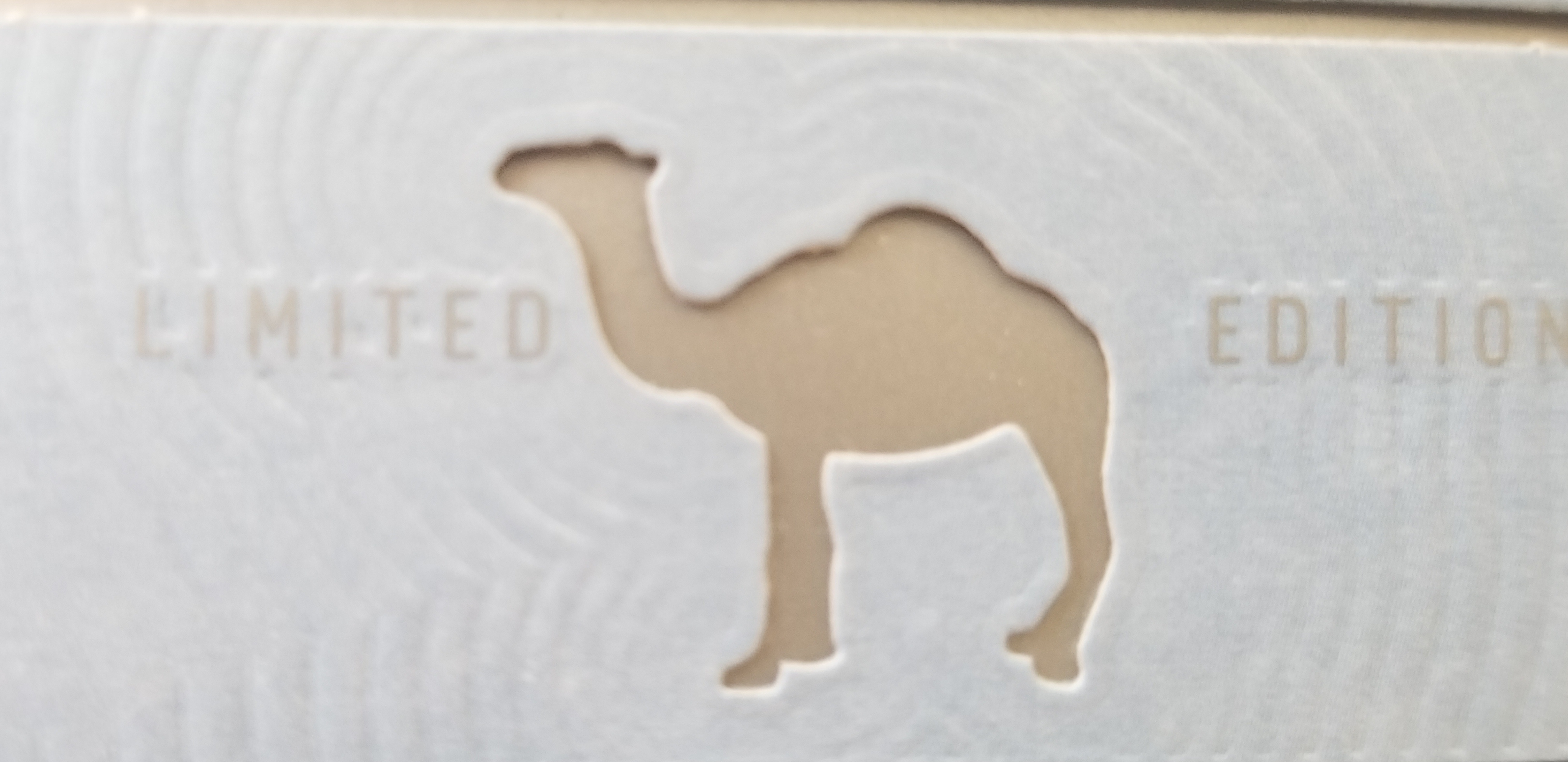
Camel limited edition additive free

Em 1913, o norte-americano R. J. Reynolds desenvolveu o que seria uma inovação no setor: o cigarro embalado. Até então, a maioria dos fumantes preferia enrolar seu próprio cigarro, e não pensava-se que poderia haver mercado para cigarros previamente montados. Reynolds lançou seu produto, os cigarros Camel, nomeados pelo papel utilizado, de origem turca, imitando os então famosos cigarros egípcios. Reynolds conseguiu ainda produzir os cigarros a um custo mais baixo que a concorrência, vendendo mais de 425 milhões de pacotes de seus cigarros em um ano. 
A marca mais famosa da Camel são os cigarros regulares, não filtrados (conhecidos como Camel Straights ou Regulars), sendo os primeiros lançados pela empresa. Os cigarros Camel tinham, originalmente, um sabor mais suave que o de seus concorrentes.
Desde o início dos anos de 1990, as operações da marca Camel fora dos Estados Unidos são de propriedade do grupo japonês Japan Tobacco International (JTI).[carece de fontes?] Em meados de 2011 a marca deixou de ser comercializada no Brasil, mas voltou a ser vendida em 2014 por iniciativa da JTI, que importa o cigarro direto da sua fábrica de Trier, na Alemanha. A JTI também trouxe a versão Camel Blue pela primeira vez ao Brasil.

## Esportes

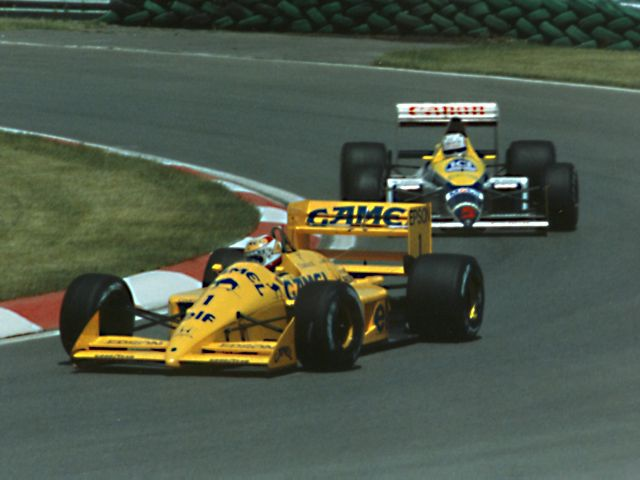
Carro de Nelson Piquet da Team Lotus de 1988 com patrocínio da Camel.

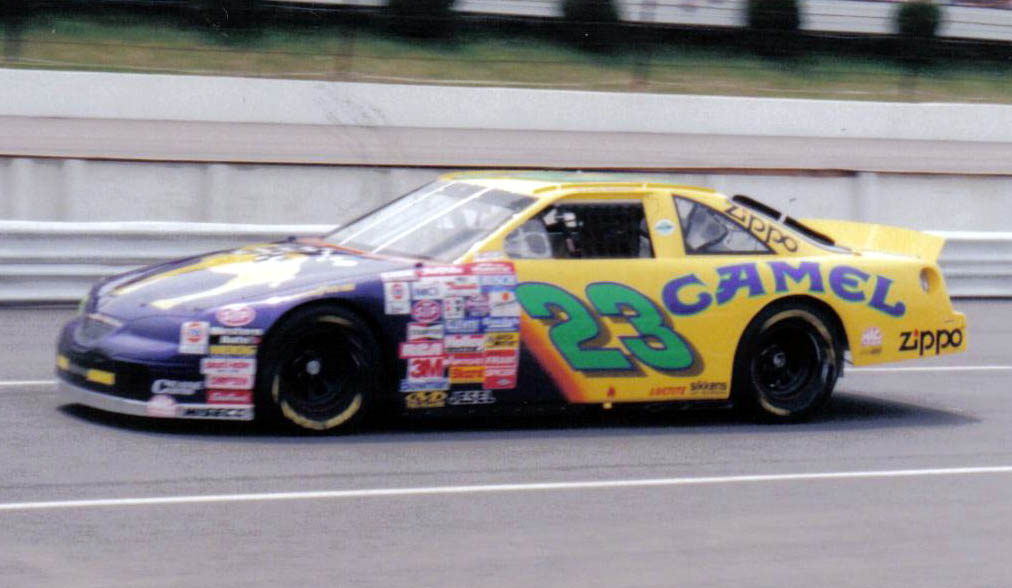
Carro da NASCAR com patrocínio da Camel em 1997.

A marca Camel patrocinou um dos ralis mais populares do mundo, o Camel Trophy. No ano 2000 o organizador encerrou o evento para comercializar seus produtos através da marca Camel Active.
A marca também patrocinou várias equipes de Fórmula 1 durante o final da década de 1980 e início da década de 1990, também patrocinou equipes de MotoGP no início da década de 2000, patrocinou a Copa do Mundo FIFA de 1986, além de patrocinar carros da NASCAR durante a década de 1990.